# Bonifazio Caetani
Pour les articles homonymes, voir Caetani.
Bonifazio Caetani (né en 1567 à Rome, alors la capitale des États pontificaux, et mort le 24 juin 1617 à Rome), est un cardinal italien de l'Église catholique de la XVIIe siècle, nommé par le pape Paul V.
Il est un descendant de la famille du pape Boniface VIII. Bonifazio Caetani est un petit-neveu du cardinal Niccolò Caetani (1536), un neveu du cardinal Enrico Caetani (1585), un cousin du cardinal Ascanio Colonna (1586), le frère du cardinal Antonio Caetani (1621) et l'oncle du cardinal Luigi Caetani (1626). Un autre cardinal de la famille est Antonio Caetani (1402).

## Biographie
Bonifazio Caetani est prieur et percepteur de San Leonardo di Santa Maria de' Teutoni, référendaire du tribunal suprême de la Signature apostolique et gouverneur de Camerino et d'Orvieto. Il est élu évêque de Cassano en 1599.
Le pape Paul V le crée cardinal lors du consistoire du 11 septembre 1606. En 1613 il est promu archevêque de Tarento.